# Олександрівське військове училище

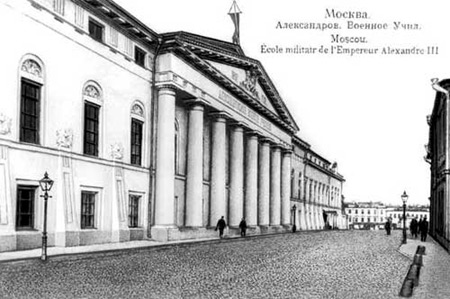
Олександрівське військове училище на листівці 1890 року

Олександрівське військове училище — військово-навчальний заклад імператорської Росії, який готував офіцерів піхоти. Розміщувалось у Москві.

## Створення училища
У Москві після епідемії холери 1831 року багато дітей цивільних та військових чиновників стали сиротами. З метою їхнього виховання й навчання було створено новий навчальний заклад — Олександринський сирітський інститут. Серед простого люду інститут називали «холерним». За своєю програмою й кількістю класів був досить близьким до тогочасних кадетських корпусів.
Угорський похід показав, що офіцери, які здобули освіту в кадетських корпусах, внаслідок своєї винахідливості і старанності були більш цінним кадровим елементом, ніж командний склад, набраний з рядових солдат. Було прийнято рішення збільшити кількість кадетських корпусів.
Найвищим рескриптом від 25 грудня 1849 року в Москві був створений Олександринський сирітський кадетський корпус для 400 сиріт штаб- та обер-офіцерів, а також військових і цивільних чиновників зі спадкових дворян. 25 серпня 1863 року у зв'язку з перетворенням кадетських корпусів на військові гімназії на базі Александринського корпусу було створено військове училище. Разом із будівлею з колишнього кадетського корпусу в училище були передані церква, бібліотека, архів й усе матеріальне майно. 1864 року училищу було надано 3-й номер. Першим його начальником став полковник Шванебах.
27 квітня 1867 року училище відвідав імператор Олександр II, який залишився задоволений і закладом, і його вихованцями та узяв шефство над училищем. У подальшому шефами училища були імператори Олександр III і Микола II.

## Навчання
До училища приймали, в основному, дворянську молодь з випускників військових гімназій. До початку ХХ століття в училище приймались, в основному, представники стовпового дворянства.
Термін навчання становив два роки.
Серед викладачів були такі відомі вчені, як Василь Ключевський та Олександр Чупров.

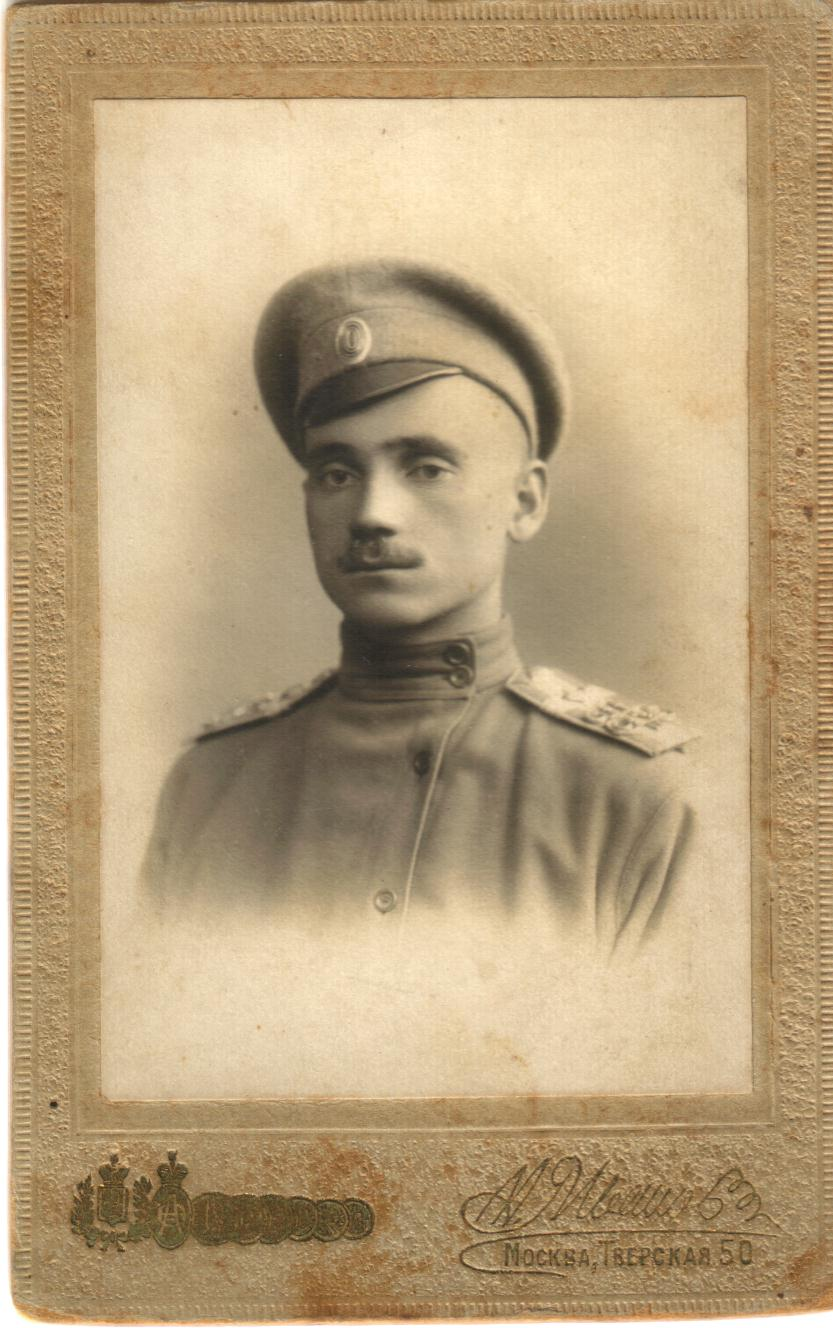
Юнкер Данилін Леонтій Степанович, випуск прискореного курсу 1916 року

Під час Першої світової війни навчання було скорочено до чотирьох місяців.
На прискорений курс приймали молодих людей і чоловіків до 30 років, в тому числі й одружених. Незважаючи на те, що навчання було прискореним, зберігались традиції училища, в тому числі порядок розподілу по ротах був таким самим, як це змалював випускник Олександрівського училища Олександр Купрін у своїй повісті «Юнкери».
До 1916 року нестача офіцерів в армії стала настільки значною, що було дозволено приймати в училище не тільки дворянських дітей, але й молодь інших станів. До гімназій Російської імперії були надіслані циркуляри з оголошенням про можливість прийому до Олександрівського училища випускників гімназій, які закінчили курс з відзнакою та незалежно від стану. Найкращим випускникам пропонували залишатись викладати в училищі, однак, як правило, випускники прагнули швидше потрапити на фронт до чинної армії.
1917 року в училищі навчалось близько двох тисяч юнкерів.
Стройові заняття проводились щоденно по кілька годин, а деякі предмети (Закон Божий, російська та іноземні мови, військова історія, географія) були ліквідовані.

## Участь у Жовтневому перевороті
Під час більшовицького перевороту у Москві у приміщенні Олександрівського училища розміщувався оперативний штаб Московського військового округу. На підступах до училища було споруджено барикади й вирито окопи. Витіснені 1 листопада з Кремля та прилеглих до нього вулиць, юнкери й офіцери зосередились в училищі. Після інтенсивного артилерійського обстрілу 3 листопада захисники здались. Училище було ліквідовано.

## Відродження училища в еміграції
Однак Олександрівське військове училище було відроджено Білим рухом. 31 січня 1919 року на території Збройних сил півдня Росії в Катеринодарі були сформовані військово-училищні курси білих офіцерів. У липні того ж року військово-училищні курси розгорнулись в Єйську й були перетворені на училище воєнного часу генерала Алексеєва, з 1 березня 1921 року воно йменувалось як Олександрівське генерала Алексеєва військове училище. Перший випуск з училища (107 чоловік) відбувся 29 червня 1921 року в Галліполі.
Після створення 1924 року Російського Загально-Військового Союзу й до початку 1930-их років Олександрівське училище було, незважаючи на розпилення його чинів різними країнами, кадрованою частиною у складі 1-го армійського корпусу. Офіцери останніх випусків були відряджені до училища. Восени 1925 року училище налічувало 157 чоловік, в тому числі 143 офіцери.
У 1928–1932 роках училище видавало у Варні (Болгарія) щомісячний аркуш «Олександрович». Разом вийшло 55 номерів під редакцією генерала Курбатова. 1950 року в Парижі полковник Свистун-Жданович випустив під тією ж назвою велику ілюстровану газету.

## Будівля училища
Будівля училища у Москві була зведена 1792 року відомим архітектором Франческо Кампорезі у формах раннього класицизму. Первинно вона належала графам Апраксіним. У XIX столітті будівлю було перебудовано, й вона зайняла цілий квартал між Причистенським (нині Гоголівським) бульваром, вулицею Знаменкою та Великим Знаменським провулком. У 1944–1946 роках корпуси на Знаменці (сучасна адреса вулиця Знаменка, буд. 19) були реконструйовані Михайлом Посохіним та Ашотом Мндоянцем, які спорудили чудернацький 12-колонний класицистичний портик.
За радянських часів у будинку розміщувалась Реввійськрада, потім Народний комісаріат оборони СРСР. Нині комплекс Олександрівського училища зайнято Міністерством оборони РФ.

## Начальники училища
- 1863–1874 — генерал-майор Шванебах Борис Антонович
- 1874–1886 — генерал-майор Свити Його Імператорської Величності Самохвалов Михайло Петрович
- 1886 — 22.03.1891 — генерал-майор Анчутін Петро Миколайович
- 1891–1901 — генерал-лейтенант Левачов Іларіон Михайлович
- 25.06.1901 — 15.09.1903 — генерал-майор фон Лаймінг Павло Олександрович
- 02.10.1903 — 08.06.1905 — генерал-майор (з 06.12.1904 генерал-лейтенант) Яковлєв Петро Петрович
- 05.07.1905 — 19.11.1908 — генерал-майор (з 06.12.1907 генерал-лейтенант) Ферсман Євген Олександрович
- 8.12.1908 — серпень 1917 — генерал-майор (з 22.03.1915 генерал-лейтенант) Генішта Микола Іванович[1]

## Відомі викладачі
- Алексеєв Микола Миколайович (математика, 1863–1866)
- Кіжнер Микола Матвійович (хімія, 1894–1901)
- Рашков Дмитро Петрович (топографія, 1876–1899)
- Тер-Гукасов Артемій Кирилович, протоієрей (Закон Божий, 1885 — після 1901)
- Кондаков Никодим Павлович (російська мова, 1866–1870)
- Шереметєвський Володимир Петрович (російська мова, 1880–1895)
- Цвєтаєв Федір Володимирович[2] (російська мова, 1886–1887)
- Корш Федір Євгенович (іноземна мова, 1866–1888)
- Бабст Іван Кіндратович (статистика, 1863–1870)
- Завадський Владислав Ромулович (статистика, 1863–1869)
- Соловйов Сергій Михайлович (історія, 1863–1868)
- Карпов Геннадій Федорович (історія, 1863–1868)
- Ключевський Василь Осипович (історія, 1867–1883)
- Герьє Володимир Іванович (історія, 1868–1869)
- Боголєпов Михайло Павлович (історія, 1880–1883)
- Цвєтков Яків Якович (математика, 1866–1882)
- Вейнберг Яків Ігнатович[3] (фізика, 1863–1872)
- Лясковський Микола Ерастович (хімія, 1863–1870)
- Каблуков Іван Олексійович (хімія, 1894–1897)
- Крюков Григорій Васильович (військова історія, креслення 1865–1877)
- Мишлаєвський Олександр Захарійович (тактика та військова історія, 1885–1891)

## Відомі випускники
- Спадкоємець престолу цесаревич Олексій Миколайович
- Анненков Борис Володимирович
- Архангельський Олексій Петрович
- Вірановський Георгій Миколайович (військовий)
- Востросаблін Олександр Павлович
- Гулевич Арсеній Анатолійович
- Данилов Микола Олександрович
- Духонін Микола Миколайович
- Еверт Олексій Єрмолайович
- Єгорьєв Володимир Миколайович
- Жаров Сергій Олексійович
- Каменєв Сергій Сергійович
- Клембовський Владислав Наполеонович
- Купрін Олександр Іванович
- Лебедєв Павло Павлович
- Нєженцев Митрофан Осипович
- Перхуров Олександр Петрович
- Попов Іван Іванович
- Трескін Леонід Миколайович
- Тухачевський Михайло Миколайович
- Ульянін Сергій Олексійович
- Филимонов Олександр Петрович
- Фостіков Михайло Архипович
- Юденич Микола Миколайович
- Явленський Олексій Георгійович